# Sissy Raith
Sissy Raith (* 11. Juni 1960 in München) ist eine ehemalige deutsche Fußballspielerin und gegenwärtige Fußballtrainerin.

## Spielerkarriere

### Vereine
Über die Jugendvereine TSV Eching und Eintracht Freising gelangte Raith 15-jährig zur Frauenabteilung des FC Bayern München, mit der sie bereits ein Jahr später ihren ersten Titel im Frauenfußball gewann und bis 1984 blieb. Zur Saison 1984/85 wechselte sie zum hessischen Ligakonkurrenten FSV Frankfurt, den sie nach nur einer Saison verließ. Für den TSV Siegen absolvierte sie von 1985 bis 1991 sechs erfolgreiche Spielzeiten.

### Auswahl-/Nationalmannschaft
Als Spielerin der Auswahlmannschaft des Bayerischen Fußball-Verbandes gewann sie zudem das Finale um den Länderpokal, der am 17. April 1983 in Grünberg gegen die Auswahlmannschaft des Hessischen Fußball-Verbandes mit 4:3 im Elfmeterschießen errungen wurde.
Als Spielerin der Auswahlmannschaft des Hessischen Fußball-Verbandes gewann sie zweimal das Finale um den Länderpokal; zunächst am 22. Mai 1994 in Herborn beim 3:0-Sieg über die Auswahlmannschaft des Fußball-Verbandes Mittelrhein, dann, am 15. April 1995 in Pfingstberg-Hochstädt beim 2:0-Sieg über die Auswahlmannschaft des Badischen Fußballverbandes.
Für die A-Nationalmannschaft spielte sie 58 Mal und erzielte vier Tore. Ihr Debüt gab sie am 5. März 1983 in Bergisch Gladbach beim 1:1-Unentschieden gegen die Auswahl Belgiens. Ihr erstes Länderspieltor war der Treffer zum 1:0-Sieg am 22. Juli 1988 im italienischen Arco gegen die Auswahl der Vereinigten Staaten. Mit der Nationalmannschaft nahm sie an der Europameisterschaft 1989 und 1991 teil und krönte sie jeweils mit dem Titel.
Für diesen Erfolg erhielten sie und die deutsche Frauenfußballnationalmannschaft das Silberne Lorbeerblatt.

### Erfolge
- Europameisterin 1989, 1991
- Deutsche Meisterin 1976 (mit dem FC Bayern München), 1987, 1990, 1991 (mit dem TSV Siegen)
- DFB-Pokalsiegerin 1985 (mit dem FSV Frankfurt), 1986, 1987, 1988, 1989 (mit dem TSV Siegen)
- Länderpokalsiegerin 1983 (Bayern), 1994, 1995 (Hessen)

## Trainerkarriere
Raith begann im Juli 2002 als Co-Trainerin der Frauenmannschaft des FC Bayern München, blieb es bis Dezember 2003 und stieg 2004 als Cheftrainerin (bis Juni 2008) auf. Von Januar bis Oktober 2009 trainierte sie die Bezirksoberliga-Herrenmannschaft des TSV Eching und führte sie in die Landesliga. Von Mai 2010 bis 2012 trainierte sie die weibliche U-15- und U-17-Nationalmannschaft Aserbaidschans.
Am 13. Juni 2013 übernahm sie das Traineramt des Frauen Nationalliga A Ligisten FC Staad, das sie bis Ende der Saison 2015/16 innehatte. Von 1. Juli 2016 bis 30. Juni 2018 trainierte sie den Ligakonkurrenten FC Basel.